# Lolesio Tuita
Lolesio Tuita (aussi orthographié Lolésio Tuita), né le 15 juillet 1943 à Hihifo à Wallis-et-Futuna et mort le 15 décembre 1994, est un athlète français, spécialiste du lancer du javelot.

## Biographie
Lolesio Tuita naît le 15 juillet 1943 dans le district de Hihifo sur l'île de Wallis, à Wallis-et-Futuna. Il fait carrière dans l'armée française. Il fait partie du club de Granville. En avril 1967, il participe aux concours de la Manche du lancer de poids et de lancer de javelot. La même année, il part pour la Martinique et rejoint le club colonial de Fort-de-France. 
Lolesio Tuita remporte quatre titres de champion de France du lancer du javelot en 1970, 1972, 1973 et 1976.
Il participe aux Jeux olympiques de 1972, à Munich, et se classe onzième de la finale. Il s'adjuge par ailleurs trois médailles d'or aux Jeux du Pacifique en 1969, 1971 et 1975.

### Palmarès
- Championnats de France d'athlétisme :
  - 4 fois vainqueur du lancer du javelot en 1970,1972,1973 et 1976.

### Records
| Épreuve           | Performance | Lieu | Date |
| ----------------- | ----------- | ---- | ---- |
| Lancer du javelot | 81,70 m     |      | 1973 |